# Orestas Buitkus
Orestas Buitkus (Klaipėda, 11 aprile 1975) è un ex calciatore lituano, di ruolo centrocampista.

## Carriera

### Club
Inizia la carriera nel Sirijus Klaipeda, squadra della sua città natale, con la quale nella stagione 1992-1993 esordisce nella prima divisione lituana all'età di diciassette anni, giocando 7 partite. Nella stagione 1993-1994 viene impiegato con maggior frequenza, totalizzando 22 presenze e 2 reti. Rimane in rosa anche nella prima parte della stagione 1994-1995: dopo aver giocato 11 partite viene infatti ceduto all'FBK Kaunas, con cui termina l'annata giocando ulteriori 7 incontri e mettendo a segno una rete. Nella stagione 1995-1996 è titolare nell'FBK Kaunas, con cui realizza 7 reti in 24 partite di campionato; l'anno successivogioca invece tutte e 28 le partite di campionato e vi mette a segno 6 gol. In questi anni inizia anche a giocare in Nazionale, esordendovi nel 1996.
Nel 1997 si trasferisce al Baltika, formazione della prima divisione russa, con la quale nel campionato russo del 1997 gioca 9 partite, contribuendo alla qualificazione alla Coppa Intertoto, alla cui edizione del 1998 prende parte; in questo stesso anno gioca anche 14 partite nella massima serie russa, mettendovi anche a segno una rete. In questo campionato il Baltika Kaliningrad retrocede in seconda divisione, e così Buitkus a fine stagione lascia la squadra e nel 1999 si trasferisce in Lettonia allo Skonto, una delle principali formazioni del Paese baltico, con la quale vince il campionato lettone del 1999. Nel 2000 vince nuovamente il campionato (nel quale va a segno 5 volte in 24 presenze) ed anche la Coppa di Lettonia; l'anno successivo gioca altre 22 partite in campionato (con 4 gol) vincendolo per il terzo anno consecutivo, e disputa inoltre anche 4 partite nei turni preliminari di Champions League; vince inoltre la sua seconda Coppa di Lettonia consecutiva. Nel 2002 vince il quarto campionato consecutivo (segnandovi 8 gol in 21 partite) e la terza Coppa di Lettonia consecutiva, mentre nel 2003 vince per la prima volta in carriera la Coppa della Livonia, vincendo inoltre il suo quinto campionato lettone consecutivo, nel quale realizza 2 reti in 21 partite giocate. Nel 2004 oltre a vincere per il secondo anno consecutivo la Coppa della Livonia vince anche il suo sesto campionato lettone consecutivo, nel quale scende in campo in 12 occasioni e mette a segno 5 gol.
Ad inizio 2005 lascia dopo 6 anni lo Skonto Riga per tornare a giocare nella prima divisione russa, al Rubin, con cui nel corso del successivo campionato segna un gol in 10 partite. Nel 2008 veste la maglia del Banga Gargždai, con cui conquista una promozione dalla seconda alla prima divisione lituana. A fine anno lascia nuovamente la Lituania per trasferirsi in Italia, all'Isola Liri, club con la cui maglia nella stagione 2008-2009 disputa 4 partite nel campionato di Lega Pro Seconda Divisione. Torna poi in patria, nuovamente al Banga Gargždai, con cui nel 2009 gioca nella massima serie lituana. Nel 2010 cambia nuovamente squadra, accasandosi al Tauras, con cui rimane per i successivi due anni: nel 2010 gioca 3 partite nei turni preliminari di Europa League e 12 partite (nelle quali segna 4 gol) nella prima divisione lituana, mentre l'anno successivo gioca altre 14 partite di campionato, segnandovi un gol e ritirandosi a fine stagione.

### Nazionale
Ha esordito nella Nazionale lituana nel 1996, continuando a giocarvi con regolarità fino al 2003; nell'arco di questo intervallo di tempo ha disputato complessivamente 29 partite in Nazionale, segnando anche 6 reti.

## Palmarès

### Club

#### Competizioni nazionali
- Campionato lettone: 6

Skonto Riga: 1999, 2000, 2001, 2002, 2003, 2004
- Coppa di Lettonia: 3

Skonto Riga: 2000, 2001, 2002

#### Competizioni internazionali
- Coppa della Livonia: 2

Skonto Riga: 2003, 2004